# Cool FM 103,5 de Saint-Georges

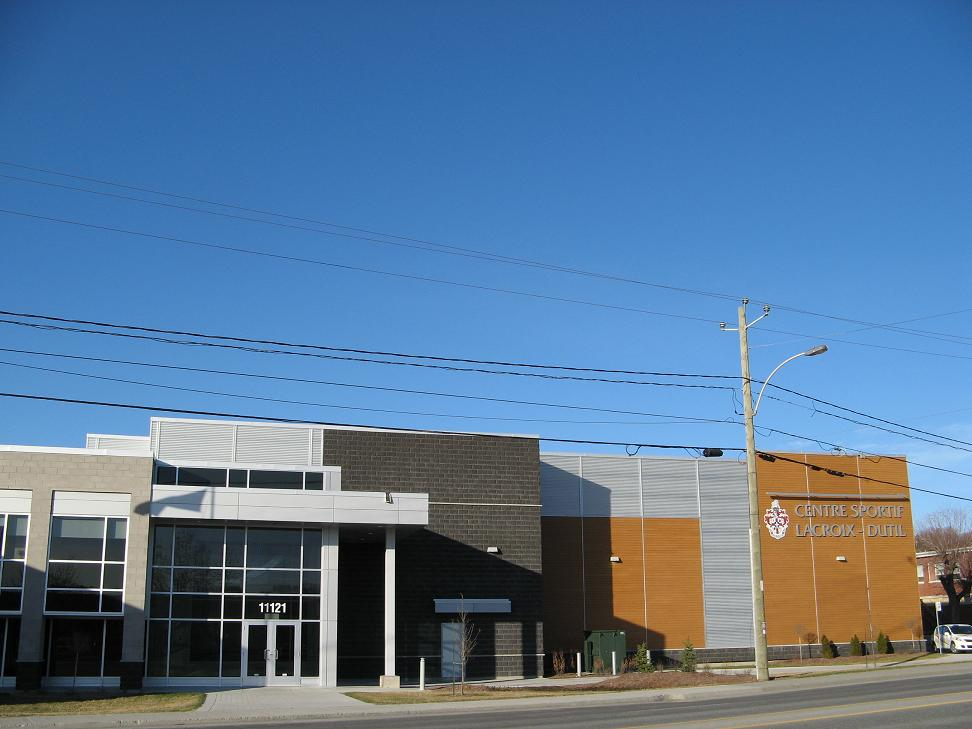
A csapat jégcsarnoka, a Centre sportif Lacroix-Dutil

Marquis de Jonquière egy kanadai jégkorongcsapat a québeci Saint-Georges-ból. A csapat a Ligue nord-américaine de hockey (LNAH) bajnokságban játszik az 1998-09-es szezontól kezdve.

## Története
A Marquis de Jonquière jogelődje a Garaga de Saint-Georges volt.

## Statisztikák
| Főszezon | Főszezon | Főszezon | Főszezon | Főszezon | Főszezon | Főszezon | Főszezon | Főszezon | Rájátszás                                    | Rájátszás                                   | Rájátszás                                   | Rájátszás                       |
| Szezon   | LM       | GY       | GY. H.   | V. H.    | V        | G        | P        | Helyezés | Nyolcaddöntő                                 | Negyeddöntő                                 | Elődöntő                                    | Döntő                           |
| -------- | -------- | -------- | -------- | -------- | -------- | -------- | -------- | -------- | -------------------------------------------- | ------------------------------------------- | ------------------------------------------- | ------------------------------- |
| 2022–23  | 36       | 15       | 5        | 3        | 13       | 153-1433 | 43       | 4.       |                                              | Győzelem Éperviers ellen (4-1)              | Győzelem Les Pétroliers du Nord ellen (4-2) | Győzelem Assurancia ellen (4-2) |
| 2023–24  | 36       | 9        | 6        | 7        | 14       | 125-137  | 37       | 5.       | Vereség a Assurancia de Thetford ellen (0-3) | Vereség a 3L de Rivière-du-Loup ellen (0-1) | -                                           | -                               |
| 2024–25  | 36       | 22       | 3        | 2        | 9        | 166:121  | 52       | 1.       | -                                            | Vereség a National de Québec ellen (2-4)    | -                                           | -                               |